# Errol Flynn
Errol Leslie Thomson Flynn, avstralski filmski igralec, * 20. junij 1909, Hobart, Tasmanija, † 14. oktober 1959, Vancouver, Kanada.
Zaslovel je v zlati dobi Hollywooda z romantičnimi mečevalskimi vlogami, pogosto v sodelovanju z Olivio de Havilland. Med njegovimi najbolj znanimi deli je naslovna vloga v filmu The Adventures of Robin Hood iz leta 1938. V zasebnem življenju je bil znan kot plejboj in hedonist.